# II-71
Die II-71 (bulgarisch Републикански път ІІ-71 Republikanski pat II-71, „Republikstraße II-71“) ist eine Hauptstraße (zweiter Ordnung) in Bulgarien.

## Verlauf
Die Straße zweigt südöstlich von Silistra (bulgarisch Силистра) von der Straße I-7 ab und führt zunächst weitgehend parallel zur Grenze zwischen Bulgarien und Rumänien durch die Dobrudscha nach Südosten: Bei Bogorowo (Богорово) knickt der Grenzverlauf nach Osten ab und die Straße trennt sich von der Grenze. Die II-71 führt über Sredischte (Средище) und Chitowo (Хитово) nach Karapelit (Карапелит), wo sie eine mehr östliche Richtung einschlägt und zur Straße II-97, der Ringstraße von Dobritsch (bulgarisch Добрич), zieht. Der Ringstraße und der II-97 folgt sie bis in den Süden der Stadt und führt dann durch ein Gewerbegebiet nach Südsüdosten geradlinig von Dobritsch fort durch Branischte (Бранище) und nach Stefanowo (Стефаново). Dort wendet sie sich nach Südosten, passiert Slawejewo (Славеево) und knickt mehr nach Süden ab. Bei Batowo (Батово) führt sie in das Tal der Batowa (Батова) hinab und folgt deren Lauf abwärts zum Schwarzen Meer durch Obrotschischte (Оброчище) bis zur Fernstraße I-9, die an der Schwarzmeerküste entlang verläuft und an der sie endet.